# Jean-Baptiste Barla
Jean-Baptiste Barla (Nice, 3 de maio de 1817 - Nice, 6 de novembro de 1896) foi um naturalista francês. Filho e neto de comerciantes ricos, desde criança demonstrou interesse em história natural. Foi aluno de Antoine Risso e começou a se interessar pela flora da região. Posteriormente, ele desenvolveu uma paixão pela micologia e publicou seu primeiro livro em 1855. Também fez trabalhos sobre orquídeas.

## Obras
Lista parcial: 
- 1855 Tableau comparatif des champignons comestibles et vénéneux de Nice Nice Impr. Canis Frères..
- 1859 Les Champignons De La Province De Nice Nice Impr. Canis Frères.
- 1885 Liste des champignons nouvellement observés dans le département des Alpes-Maritimes. Sous-Genre I.- Amanita. Bull. Soc. Mycol.France 1: 189-194.
- 1886 Liste des champignons nouvellement observés dans le département des Alpes-Maritimes. Bull. Soc. Mycol. France 2(3): 112–119.
- 1868 Flore illustrée de Nice et des Alpes-Maritimes. Iconographie des Orchidées. Nice, Caisson et Mignon. Dedicado ao botânico italiano Filippo Parlatore, reimpresso em 1996.